# Merry Christmas, Drake & Josh
Merry Christmas, Drake & Josh (en español: Drake & Josh, Feliz Navidad o Feliz Navidad, Drake & Josh) es una película estadounidense de 2008 producida por Dan Schneider y dirigida por Michael Grossman. Esta película está basada en la serie de televisión estadounidense del mismo nombre, y a su vez la película que marca el final definitivo de la serie.

## Argumento
En vispera de Navidad, Josh se despide de sus padres Walter y Audrey quienes se van a unas vacaciones tropicales, en un lujoso bungalow. Más tarde, Drake y Megan vuelven a casa y Josh les muestra su globo de helio en forma de muñeco de nieve, pero Megan saca unas tijeras y corta la cuerda que sostiene el globo, haciendo que el globo se aleje volando, luego Josh corre hacia él tratando de recuperarlo, sin éxito. Más tarde, Drake y Josh van a los Premiere Theater y Drake le dice a Josh que dará una fiesta de Navidad en la terraza de los Premiere, pero Josh no lo aprueba desde el inicio ya que no está seguro de que su jefa, Helen (Yvette Nicole Brown) les de permiso, aunque Drake le dice que ya ha hablado con Helen y que está bien que hagan la fiesta siempre y cuando ella esté invitada a la fiesta y sirvan churros. Drake también menciona que el tema de la fiesta es "Fiesta de suéteres horribles de navidad" y le dice a Josh que su suéter es perfecto para el tema de la fiesta, ofendiéndolo.
Después, Helen se acerca y les dice que ha llegado tarde porque un muñeco de nieve estaba entorpeciendo el tráfico y regaña a Josh por hacerla llegar tarde. Entonces ella les cuenta que, después de 5 semanas de matrimonio, se divorcia de su esposo después de que comenzó a tener problemas con el desde las 3 semanas. Más tarde, Helen le da a Drake un disfraz de Santa Claus para que lo use en los Premiere y Josh está decepcionado porque Helen le había dicho que podría ser Santa porque sólo le da un disfraz de saco de regalos. Cuando toman sus lugares, Drake le pregunta a un niño si tiene una hermana mayor. Mientras tanto, Audrey y Walter llegan a sus vacaciones, que resultan ser terribles debido a que el bungalow que pagaron, era en realidad una choza con radio pero sin otras comodidades, como camas o control de clima, finalmente dicha choza de destruye debido a una tormenta tropical. De regreso en los Premiere, Drake está besándose con una chica llamada Sandy, pero Josh está molesto por su trabajo y les grita lo que hace que Sandy se vaya. Al rato, una de las personas a la espera en la fila de Santa es una mujer obesa que quiere un beso de Drake y ella empieza a perseguirlo hasta que obtiene uno para gran disgusto de el. Mientras Drake se esconde de la mujer obesa, conoce a una niña llamada Mary Alice (Bailee Madison). Él le pregunta qué quiere para Navidad y ella responde que desea la mejor navidad para ella y su familia, por lo que Drake le promete que así será. Luego de esto Drake vuelve a ser perseguido por la mujer obesa por todo el centro comercial.
En la noche de la fiesta, Drake está en la fiesta de Navidad en la terraza de los Premiere, cantando una versión de "Jingle Bells". Al rato, Mindy (Allison Scagliotti-Smith) le dice a Josh que tiene que irse a visitar a sus abuelos por las fiestas navideñas, dejandolo triste ya que el quería pasar la navidad con ella, pero despues Mindy le dice a el que intentará regresar y se dan un beso de despedida. Entre tanto, El Loco Steve (Jerry Trainor) aparece enfrente de Drake y Josh y les muestra una foto de el con su trituradora de madera llamada Sally, en su celular. Josh sarcásticamente dice que espera que tengan una bonita relación y Steve parece complacido con el cumplido y le acaricia la mejilla. Luego, Craig y Eric se acercan y le dicen a Drake que la última canción estuvo genial y que debería tocarla en el desfile de Navidad pero a Drake no le gusta la idea y les dice que se va a Las Vegas por las vacaciones, lo que hace a Josh sentirse más triste de lo que estaba porque piensa que la Navidad debería ser un tiempo para compartir con la familia. Más tarde, unos vándalos llegan a los Premiere rompiendo las mesas y recipientes de comida por lo que Josh llama a la policía y cuando éstos llegan, confunden a Josh con uno de los vándalos. La policía también piensa que Craig es uno de ellos y lo arrestan, sin percatarse de que Josh está cerca. En la revuelta, Josh después de haber sido esposado, termina sobre la batea de una camioneta. Los conductores de la camioneta, mientras escuchan la revuelta y sin saber que Josh está en la parte trasera del coche, huyen con los policías detrás de ellos.
Cuando el conductor gira en una intersección, Josh cae del auto haciendo que los policías lo atrapen pensando que él estaba tratando de huir de la revuelta. Después de ser enviado a la cárcel, Josh conoce a su compañero de celda, Bludge (Kimbo Slice). Al principio Bludge trata de golpearlo hasta que Josh lo entretiene con trucos de magia como sacarle una moneda de 25 centavos en la oreja de Bludge. Esto hace que Bludge cambie su actitud hacia Josh, pero el le dice que tiene que golpearlo para conservar su reputación en la cárcel, y para esto, Bludge y Josh golpean las paredes, haciendo que Josh finje gritar de dolor, para hacer creer a los demás prisioneros que está recibiendo una paliza. Mientras tanto Drake, quien tiene que encontrarle un abogado a Josh para sacarlo de la carcel usa sus ahorros de toda la vida, pero es timado por un abogado falso (de manera irónica, en la matricula  de su carro se lee "FAKELWYR" (De "Fake Lawyer" -Falso Abogado-). Después, Mary Alice se encuentra de nuevo con Drake y le dice que está emocionada ya que él le dará la mejor Navidad de su vida. Ella le cuenta que tuvo una madre adoptiva enferma y su padre adoptivo estaba siempre ocupado, y Helen le recuerda a Drake que debe mantener la promesa. Una vez que termina su historia, Helen y Drake dejan llorando a Mary Alice y la abrazan. Rápidamente, su hermano adoptivo, Luke (Devon Graye), llega ya que es momento de ir a casa, dejando a ambos muy conmovidos. Drake, sabiendo que tiene que cumplir la promesa a Mary Alice, intenta sacar a Josh de la cárcel para que le ayude (lanzando ladrillos a la pared de la celda). Sin embargo Josh no está dispuesto así que Bludge golpea a Josh y de paso rompe más bloques para hacer que Josh quepa por el agujero, pero Drake es descubierto de inmediato, por lo que ambos quedan encarcelados. Días mas tarde, Drake y Josh son enviados a juicio con el juez Newman (Henry Winkler). Poco después Helen aparece como su abogada y confronta al Juez Newman alegando que Drake ha hecho la promesa a Mary Alice de darle la mejor Navidad de su vida. Entonces el juez dice que no los enviará a la cárcel siempre y cuando cumplan la promesa, pero si fallan, tendrían que volver a prisión. Luego se encuentran con el oficial Perry Gilbert, quien les dice que preguntará a la familia de Mary Alice en Navidad si tuvieron la mejor Navidad de sus vidas. Si alguno de ellos da una respuesta negativa, o si Drake y Josh fallan en su intento de cumplir la promesa, irán a la cárcel por un largo tiempo. 
Más tarde, Drake y Josh pronto conocen a la familia de Mary Alice, que incluye a Lily y Violet, hermanas gemelas que constantemente pelean, Zigfee, un niño extranjero que solamente habla un desconocido idioma, Trey, un niño sabelotodo y Luke, el hermano de Mary Alice. De otro lado, el Oficial Gilbert intenta sabotear el plan de Drake y Josh continuamente, lo que incluye ponerles multas por la conducción temeraria, la desnudez pública y otros delitos pero no logra su objetivo. Entre tanto, Megan acepta quitarles sus aparatos de rastreo con la condición de que le regalen un oboe Smith Royal de Trevor, así que ata los aparatos a un helicóptero de juguete, llevando al oficial Gilbert en la dirección opuesta.
Después de un día de diversión, Megan les pone nuevamente los aparatos de rastreo tras darse cuenta de que Trevor no tiene el oboe que ella quiere. Cuando ellos finalmente encuentran una manera de darle a la familia de Mary Alice la mejor navidad de sus vidas (haciendo un desfile) el oficial Gilbert le pide al Loco Steve que les recuerde a los dos, frente a todos, que ellos han sido amables con ella solamente para no ir a la cárcel. Esto hace pensar a la familia de Mary Alice que han sido utilizados por ellos, lo que los decepciona por completo, amenazando con votar negativamente cuando la corte les pregunte, pensando en la cárcel como un castigo para Drake y Josh por utilizar a la familia.
Mientras tanto, Drake se siente mal, pero, decide mantener su promesa sin importar lo que suceda, así que el dúo decide averiguar más acerca del oficial Gilbert, localizando a su madre, quien recibe la visita de Josh y le cuenta que su hijo siempre odió la navidad y trata de arruinar la navidad de los demás debido a que, cuando Perry era un niño, recibió de navidad, un regalo que él anhelaba mucho; un mono, sin embargo, por diversas razones, el mono lo ataco y se volvió loco, provocando en Perry su odio por la navidad. Al llegar la Nochebuena, Drake y Josh, primeramente, regalan al oficial Gilbert, un mono entrenado y adiestrado, el cual Perry acepta con gusto junto con una carta escrita por ellos. Más adelante, ellos utilizan la trituradora del Loco Steve, Sally, para hacer nevar enfrente de la casa de Mary Alice, pero la trituradora dispara grandes cantidades de hielo en el vecindario de Mary Alice y causa más problemas ya que la trituradora destruye todo a su alrededor, noqueando a Drake y Josh tras recibir ambos un golpe en la cabeza.
A la mañana siguiente, el oficial Gilbert le explica a Mary Alice y su familia lo que realmente sucedió, diciéndoles que Drake y Josh no trataban de utilizarlos para evitar ir a la cárcel. Ellos deciden decorar la sala de la casa de Drake y Josh y que el oficial Gilbert no los arrestará (cuando Drake y Josh pensaron que Mary Alice y su familia presentarían cargos contra ellos por destruir su casa) sorprendiendo a Mary Alice y a sus hermanos, dado que llamaron a todos los amigos de Drake y Josh. Entonces al ser preguntados, ellos votaron sí, incluido Zigfee, quien dice su primera palabra en Español (inglés en la versión original) para gran satisfacción de Drake y Josh. 
Inmediatamente, el amigo, mentor y ex compañero de celda de Josh, Bludge, se viste de Santa, se desliza por la chimenea y entrega regalos a la familia de Mary Alice y un oboe Smith Royal a Megan. Poco después, Mindy llega a la ciudad después de oír lo ocurrido con Josh por lo que regresó a casa para reencontrarse con el. Al rato, El Loco Steve trae a Sally para hacer nieve usando 7000 libras de queso duro, argumentando que Sally lo adora, y Mary Alice y su familia (que esperaban ver nieve) y todos los demás lo disfrutaron. Al rato, los padres de Drake y Josh llegan a casa de sus tormentosas vacaciones. Al final de la película la cámara se aleja mostrando todos jugando en la nieve de queso, finalizando la película.

## Música
Miranda Cosgrove hizo un cover de la Navidad de ajuste, y la canción se convirtió en el único de la película, pero la banda sonora no fue puesto en libertad. Drake Bell hizo un video musical por su cobertura del Jingle Bells que promueve la película y se puede ver en el DVD.

## Personajes
- Drake Bell como Drake Parker.
- Josh Peck como Josh Nichols.
- Nancy Sullivan como Audrey Parker-Nichols.
- Jonathan Goldstein como Walter Nichols.
- Miranda Cosgrove como Megan Parker.
- Jerry Trainor como El Loco Steve.
- Yvette Nicole Brown como Helen.
- Bailee Madison como Mary Alice.
- David Pressman como Oficial Gilbert.
- Kimbo Slice como Bludge.
- Camille Goldstein como Violeta.
- Cosette Goldstein como Lily.
- David Gore como Zigfree.
- Devon Graye como Luke.
- Daven Wilson como Trey.
- Scott Halberstadt como Eric.
- Aarón Hernán como Lauro.
- Alec Medlock como Craig.
- Allison Scagliotti-Smith como Mindy Crenshaw.
- Henry Winkler como Juez Newman.
- Jake Farrow como Gavin.
- Taran Killam como Trevor Wilson.
- Julia Duffy como Maestra Hayfer.

## Producción
Fue anunciado el 1 de marzo de 2008 La película se empezó a grabar en julio de 2008 y se estrenó el 5 de diciembre de 2008.

## Edición enDVDyNetflix
Se lanzó el DVD de la película el 19 de diciembre del 2008, pero solo en Estados Unidos.
En 2015 se lanzó en Netflix para México en formato HD.